# Incontro con Renato Zero
Incontro con Renato Zero è una raccolta di Renato Zero, pubblicata nel 1977.

## Descrizione
Incontro con Renato Zero è la prima raccolta di Renato Zero, pubblicata dalla RCA Italiana nel 1977, anno in cui Zero arrivò al successo con Zerofobia.
L'album uscì per la serie di dischi economica Lineatre, lanciata dalla RCA nel 1976, il cui scopo era quello di pubblicare raccolte di artisti facenti parte della RCA al prezzo di 3.000 lire.
La raccolta racchiude alcuni brani tratti dai primi due dischi del cantautore romano No! Mamma, no! (1973) e Invenzioni (1974), fino ad allora snobbati e ignorati dalla RCA a causa anche del basso riscontro da parte del pubblico nei confronti di Zero.
I brani tratti da No! Mamma, no! sono stati inseriti in un'inedita versione studio.
Nel 1990, la BMG Ariola, che aveva acquisito il catalogo RCA tre anni prima, ristampò la raccolta in LP, MC e, per la prima volta, in CD, con grafica e label (per le versioni LP e MC) differenti; l'immagine di copertina, invece, rimase invariata.
Nel 1991 ci fu una seconda ristampa in CD con grafica e immagine di copertina differenti; la versione in musicassetta fu messa in commercio tre anni dopo, nel 1994.
Nel 1997 ci fu una terza ristampa, in CD e musicassetta, con la quale mutarono nuovamente grafica e copertina. Questa fu l'ultima versione  ad avere il logo della Lineatre impresso sulla copertina.
Nel 2000, la BMG rimosse il logo Lineatre, ristampò la raccolta (insieme a Realtà e fantasia e a Viaggio a Zerolandia, le altre due raccolte Lineatre dedicate a Zero) e la inserì nel triplo cofanetto intitolato semplicemente Renato Zero.
Nel 2002 il cofanetto venne ristampato, con grafiche e struttura diverse, con il titolo Zero - White Collection; nel medesimo anno la ristampa del 1997 andò fuori commercio. Nel 2003 la ristampa dell'anno prima subì qualche piccola modifica al fronte copertina e ai CD interni.
Nel 2007 la Sony Music, che aveva acquisito la BMG nel 2004, mise nuovamente in commercio la versione del 2002 del cofanetto con qualche piccola differenza alla struttura di quest'ultimo. Negli anni successivi, la Sony continuò a sfornare diverse versioni del box con struttura, dimensioni, packaging, titoli, grafiche e copertine differenti, tra le quali: Renato Zero (2008, titolo ripreso dalla versione del 2000), I grandi successi in 3 CD (2011), Tutto in 3 CD (2011), Il meglio in 3 CD (2013) e Grandi successi (2014).
Questa è l'unica raccolta di Renato Zero ad essere stata stampata su supporto Stereo8.

## Tracce
1. Paleobarattolo – 3:14 (testo: Angelo Filistrucchi – musica: Renatozero)
2. Nonsense pigro – 3:15 (testo: Angelo Filistrucchi – musica: Renatozero)
3. Sergente, no! – 3:49 (testo: Renatozero – musica: Renatozero e Roberto Conrado)
4. Nell'archivio della mia coscienza – 3:36 (Renatozero)
5. Ti bevo liscia – 2:58 (testo: Angelo Filistrucchi – musica: Renatozero e Roberto Conrado)
6. Make-up, Make-up, Make-up – 2:45 (testo: Angelo Filistrucchi – musica: Renatozero e Roberto Conrado)
7. Qualcuno mi renda l'anima – 4:19 (testo: Renatozero – musica: Renatozero e Roberto Conrado)
8. L'evento – 4:31 (testo: Renatozero – musica: Renatozero e Roberto Conrado)
9. 113 – 2:04 (Renatozero)
10. Tu che sei mio fratello – 3:59 (testo: Renatozero – musica: Renatozero e Roberto Conrado)
11. Depresso – 3:47 (testo: Renatozero – musica: Renatozero e Roberto Conrado)

Durata totale: 38:17